# Abadi Hadis
Abadi Hadis, född 6 november 1997, död 5 februari 2020 i Mekele i Etiopien, var en etiopisk långdistanslöpare.
Hadis tävlade för Etiopien vid olympiska sommarspelen 2016 i Rio de Janeiro, där han slutade på 15:e plats på 10 000 meter.